# Friedrich von Vietinghoff
Friedrich von Vietinghoff genannt (von) Scheel oder auch Frederik von Vietinghoff-Scheel (* 2. Februar 1624 in Autzen, Kurland; † 7. Mai 1691 in Kopenhagen) war ein dänischer Hofmeister, Träger des Dannebrogordens und Landdrost (Landrat) der Herrschaft Pinneberg.

## Familie
Seine Eltern waren Werner von Vietinghoff und dessen Ehefrau Margrethe geb. Budde, Tochter des Frederik Godslefsen Budde (1589–1650). Seine Frau war Eleonore Marie geb. Sehestedt (* 1630 in Mecklenburg; † 4. Juni 1696). Aus dieser Ehe ging die Tochter Sophie Charlotte (1666–1732) hervor.

## Leben
1654 wurde Vietinghoff Hofjunker am dänischen Hof und 1660 Kammerjunker. Im selben Jahr stieg er auf zum Kammerherrn. Zwischenzeitlich wurde er 1657 Kapitän von Oberst Ecksteins Regiment in Norwegen und später Berater und Landdrost in der Herrschaft Pinneberg. Schon gleich bei seiner Ernennung zum Drosten geriet er mit dem „Inspektor der Herrschaft Pinneberg“ Gregorius Cröger wegen Kompetenzstreitigkeiten heftig aneinander und weitere Streitigkeiten folgten.
Später verließ er die Herrschaft und kaufte das Herrenhaus Scheelenborg. Als die dänisch-norwegische Prinzessin Ulrike Eleonore von Dänemark und Norwegen 1680 Karl XI. von Schweden heiratete, folgte er ihr als Gouverneur ihrer Hausangestellten und wurde später zu ihrem Oberhofmeister. Diese Position hatte er 1684 inne und wurde im selben Jahr Ritter des Dannebrogordens. Als Vietinghoff und seine Ehefrau starben, fanden beide ihre letzte Ruhe in der Sankt Knuds Kirke in Odense. Ihre großen Besitztümer gingen an ihrer Tochter Sophie Charlotte, die Ehefrau von General Schack Brockdorff über.
Im Hamburger Stadtteil Niendorf ist eine Straße, der Vietinghoffweg, nach ihm benannt.